# Красная Горка (Григориополь)
Кра́сная Го́рка — село в Григориопольском районе непризнанной Приднестровской Молдавской Республики. По законодательству ПМР входит в Григориопольский горсовет вместе с селом Красное, по молдавскому законодательству входит в состав коммуны Делакэу АТЕЛД.

## География
Село расположено на расстоянии 3 км от города Григориополь и 62 км от г. Кишинёв.

## Население
По данным 2005 года, в селе Красная Горка проживало 5940 человек.

## История
Первое документальное упоминание о селе Красная Горка датировано 1870 годом.
В советский период здесь была организована бригада в составе колхоза имени Мичурина с правлением в селе Делакэу. В Красной Горке открылись восьмилетняя школа, клуб с киноустановкой, библиотека, ателье бытового обслуживания населения, почтовое отделение, детский сад, два магазина.
В настоящее время практически слилось с селом Делакэу.